# Великая Бугаевка
Вели́кая Бугае́вка (укр. Велика Бугаївка) — село в Обуховском районе Киевской области Украины. До 19 июля 2020 года входило в состав Васильковского района.
Население по переписи 2001 года составляло 756 человек.

## Знаменитые уроженцы и жители
- Кошман, Кирилл Акимович — Герой Советского Союза.